# Daphne Walker
Pour les articles homonymes, voir Walker.
Daphne Walker, née vers 1925 et morte après 1947, est une patineuse artistique britannique qui a été vice-championne du monde en 1947 à Stockholm.

## Biographie

### Carrière sportive
Daphne Walker a la particularité d'avoir été médaillé avant et après le second conflit mondial. Elle participe en effet aux championnats d'Europe et du monde de 1938 et 1939. Elle y obtient en 1939 deux médailles de bronze aux championnats d'Europe à Londres et aux championnats du monde à Prague.
Après sept années d'arrêt des compétitions internationales pendant la guerre, Daphne Walker se présente aux championnats de 1947 après avoir remporté le titre national britannique. Elle y obtient de nouveau deux médailles: le bronze aux championnats d'Europe à Davos et l'argent aux championnats du monde à Stockholm.
Elle ne représentera jamais son pays aux Jeux olympiques d'hiver.

### Vie privée
Daphne Walker faillit se noyer à Brighton (Sussex) en 1947, mais est secouru par l'américain William Keefe. Elle l'épouse à Londres en 1948.

## Palmarès
| Compétition                                                        | 1938 | 1939 | 1940 | 1941 | 1942 | 1943 | 1944 | 1945 | 1946 | 1947 |
| Jeux olympiques d'hiver                                            |      |      | JA   |      |      |      | JA   |      |      |      |
| Championnats du monde                                              | 7e   | 3e   | CA   | CA   | CA   | CA   | CA   | CA   | CA   | 2e   |
| Championnats d’Europe                                              | 10e  | 3e   | CA   | CA   | CA   | CA   | CA   | CA   | CA   | 3e   |
| Championnats de Grande-Bretagne                                    | 3e   | 3e   | CA   | CA   | CA   | CA   | CA   | CA   | 2e   | 1re  |
| Légende : JA = Jeux olympiques annulés ; CA = Championnats annulés |      |      |      |      |      |      |      |      |      |      |